# 2018年世界杯七人制橄榄球赛
2018年七人制橄榄球世界杯，于2018年7月20日至22日在美国加利福尼亚州旧金山甲骨文公园举行，共有84场比赛。新西兰队赢得了两项赛事冠军：在男子决赛中击败英格兰队，在女子决赛中击败法国队。